# Giovanni David (ténor)
Pour les articles homonymes, voir David et Giovanni David.

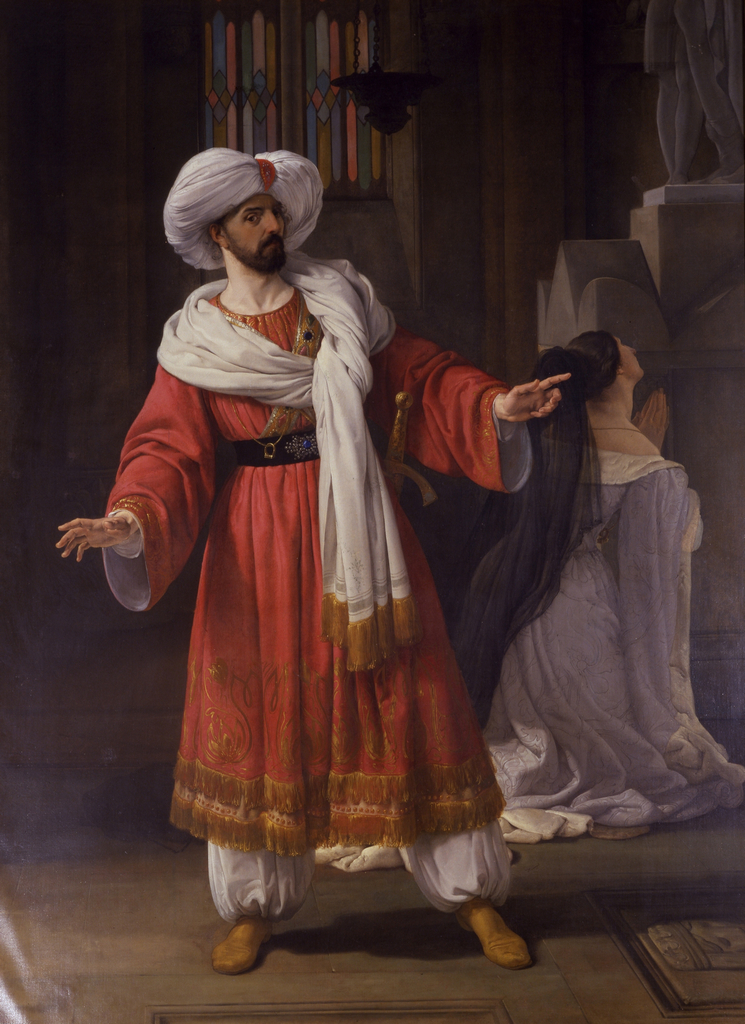
Giovanni David en Agobar dans Gli arabi nelle Gallie de Giovanni Pacini.

Giovanni David  ou Davide (Naples, 15 septembre 1790 - Saint-Pétersbourg, 1864) est un ténor italien particulièrement connu pour ses rôles dans les opéras de Rossini.

## Biographie
Giovanni David (appelé aussi Giovanni Davide) était le fils du ténor Giacomo David (1750-1830) auprès de qui il a étudié et avec lequel il aura partagé la scène lors de ses débuts, à l'opéra à Sienne (1808) dans Adélaïde de Guesclino de Johann Simon Mayr. Sa carrière démarre réellement en 1811 et, à partir de là, il chante dans toute la péninsule italienne.
Il est renommé pour les principaux rôles écrits pour lui par Gioachino Rossini, le plus souvent interprétés au teatro San Carlo à Naples: 
- Narciso dans Il turco in Italia (1814).
- Rodrigo dans Otello (1816).
- Ricciardo dans Ricciardo e Zoraide (1818).
- Oreste dans Ermione (1819).
- Uberto (Jacques IV d'Écosse) dans La donna del lago  (1819).
- Ilo dans Zelmira (1822)[1].

Il a également créé le rôle de Fernando dans la version révisée de Bianca e Fernando (1828) de Bellini et celui de Leicester dans Il castello di Kenilworth (1829) de Donizetti.
Giovanni David a été réputé grâce à la performance de sa voix de près de 3 octaves (de B3 à Bb5) et pour sa capacité à chanter les colorature et les traits d'agilité. Sa puissance vocale était jugée limitée par rapport à son contemporain, Andrea Nozzari.
Il a pris sa retraite de la scène en 1839, a ouvert une école de chant à Naples et par la suite devient directeur de la scène du théâtre italien de Saint-Pétersbourg à partir de 1844.

## Sources
- (en) Cet article est partiellement ou en totalité issu de l’article de Wikipédia en anglais intitulé « Giovanni David » (voir la liste des auteurs).